# جينو بادولا
جينو بادولا (بالإسبانية: Gino Padula)‏ (11 يوليو 1976 بلانوس في الأرجنتين - ) هو لاعب كرة قدم أرجنتيني في مركز الظهير. لعب مع ريفر بليت وكولومبوس كرو وكوينز بارك رينجرز ونادي خيريث ونادي مونبلييه ونادي والسول ونوتينغهام فورست وهوراكان وويغان أتلتيك ونادي بريستول روفيرز.

## وصلات خارجية
- جينو بادولا على موقع الدوري الأمريكي (الإنجليزية)
- جينو بادولا على موقع قاعدة بيانات كرة القدم.إي يو (الإنجليزية)
- جينو بادولا على موقع Soccerbase.com (لاعب) (الإنجليزية)
- جينو بادولا على موقع Soccerway.com (الإنجليزية)